# Eupithecia chiricahuata
Eupithecia chiricahuata là một loài bướm đêm trong họ Geometridae.